# Perizoma flavata
Perizoma flavata là một loài bướm đêm trong họ Geometridae.